# Đau khi quan hệ tình dục
Đau khi quan hệ tình dục hoặc đau khi giao hợp là sự đau đớn khi quan hệ tình dục do nguyên nhân y tế hoặc tâm lý. Cơn đau chủ yếu có thể ở bề mặt ngoài của cơ quan sinh dục, hoặc sâu hơn trong khung chậu do áp lực sâu chống lại cổ tử cung. Nó có thể ảnh hưởng đến một phần nhỏ của âm hộ hoặc âm đạo hoặc được cảm nhận trên khắp bề mặt. Hiểu về thời gian, vị trí và bản chất của cơn đau rất quan trọng trong việc xác định nguyên nhân của cơn đau.
Nhiều nguyên nhân về thể chất, tâm lý và xã hội hoặc mối quan hệ có thể góp phần gây đau đớn trong các cuộc gặp gỡ tình dục. Thông thường, nhiều nguyên nhân cơ bản góp phần vào nỗi đau. Cơn đau có thể mắc phải hoặc bẩm sinh. Các triệu chứng đau cũng có thể xảy ra sau khi mãn kinh. Chẩn đoán thường là kiểm tra sức khỏe và lịch sử y tế.
Nguyên nhân cơ bản sẽ quyết định việc điều trị. Nhiều phụ nữ cảm thấy nhẹ nhõm khi nguyên nhân thực thể được xác định và điều trị. Ngay cả khi cơn đau có thể được tái tạo trong khi kiểm tra thể chất, bác sĩ và bệnh nhân phải thừa nhận vai trò có thể có của các yếu tố tâm lý trong việc gây ra hoặc duy trì cơn đau.
Trên toàn cầu, chứng đau khi quan hệ tình dục đã được ước tính sẽ ảnh hưởng đến 8-22% phụ nữ, tại một số thời điểm trong cuộc sống của họ.

## Dấu hiệu và triệu chứng
Phụ nữ bị đau khi giao hợp đã cố gắng mô tả nỗi đau của họ theo nhiều cách. Điều này phản ánh có bao nhiêu nguyên nhân khác nhau và chồng chéo đối với chứng khó đọc. Vị trí, tính chất và thời gian của cơn đau giúp hiểu được nguyên nhân và phương pháp điều trị tiềm năng.
Một số phụ nữ mô tả đau bề ngoài khi mở âm đạo hoặc bề mặt của cơ quan sinh dục khi bắt đầu thâm nhập. Những phụ nữ khác cảm thấy đau sâu hơn trong vòm âm đạo hoặc sâu bên trong xương chậu khi dương vật thâm nhập sâu hơn. Một số phụ nữ cảm thấy đau ở nhiều hơn một trong những nơi này. Xác định xem nỗi đau là nông hay sâu hơn rất quan trọng trong việc tìm hiểu điều gì có thể gây ra nỗi đau của người phụ nữ.
Một số phụ nữ luôn trải qua cơn đau khi giao hợp ngay từ lần thử đầu tiên. Những phụ nữ khác bắt đầu cảm thấy đau khi giao hợp sau khi bị chấn thương hoặc nhiễm trùng hoặc theo chu kỳ với kinh nguyệt. Đôi khi cơn đau tăng theo thời gian.
Khi cơn đau xảy ra, người phụ nữ có thể bị phân tâm khỏi cảm giác khoái cảm và hưng phấn. Cả bôi trơn âm đạo và giãn âm đạo đều giảm. Khi âm đạo khô và không bị xẹp, thâm nhập sẽ đau hơn. Sợ bị đau có thể làm cho sự khó chịu tồi tệ hơn. Ngay cả sau khi nguồn đau ban đầu đã biến mất, một người phụ nữ có thể cảm thấy đau đơn giản chỉ vì cô ấy mong đợi nỗi đau. Sợ hãi, tránh né và đau khổ tâm lý xung quanh việc cố gắng giao hợp có thể trở thành một phần lớn trong trải nghiệm của chứng đau khi giao hợp của phụ nữ.